# 張春暉
張春暉（Zhang Chunhui，1983年3月14日—），生於中國廣州，香港足球運動員，司職守門員， 現效力 澳門甲組足球聯賽球隊聯樂體育會。

## 球員生涯
張春暉生於中國廣州，於2002年加盟甲組球會香雪制藥，在2004/05年度球季轉會到甲組球會福建。在2006年1月尾，張春暉加盟甲組球會澎馬流浪，並於2006年1月21日即以正選身份上陣，協助流浪以1－0打敗勁旅傑志，直到2006年4月中離開流浪。
在2006年夏天，張春暉加盟甲組球會南華，並於第二循環對陣晨曦的賽事中，撲出大量來自晨曦的極具威脅射門，致使南華於全場處於劣勢的情況下，仍然能夠保持不失球，最終協助南華以1－0勝出，而此為張春暉被公認全年表現最佳的一場賽事。同季季末，張春暉替南華獲得聯賽、銀牌和足總盃3項冠軍，更於香港足球明星選舉中成為得票第2高的球員。2008年3月，張春暉首度以本地球員身份，代表南華出戰亞協盃分組賽，最終南華以分組賽第3名出局。
在2008年7月8日，張春暉在東區法院被判處監禁8個月。出獄後回歸南華，並於12月14日對陣晨曦的賽事中，6個月來首度為南華上陣，最終協助南華以7－0勝出。在2012年季後，張春暉轉會到甲組球會晨曦，並於2013年3月代表晨曦出戰亞協盃分組賽，最終晨曦同樣以分組賽第3名出局。直到於2013年夏天，張春暉回歸南華。
在2014年1月29日，張春暉為兼顧教練培訓班和繼續球員生涯，故選擇與南華解約加盟甲組球會南區。 並於2月9日對陣東方的聯賽首度上陣，最終協助南區以3－2勝出。可是南區在球季完結後，選擇不會申請牌照參加新組成的港超聯。
在2018年夏天，張春暉加盟港超聯球會香港飛馬。
2019年11月5日，香港飛馬以紀律問題為由與張春暉解約。神猫的传说，就此落幕!
在2025年加入澳門甲組足球聯賽球隊聯樂體育會

## 國際賽生涯
在2007年初，張春暉獲香港聯賽選手隊邀請參與賀歲盃，並在初賽迎戰牙買加國奧隊時為港聯把關，最終港聯在互射十二碼階段落敗。同年5月，張春暉獲香港代表隊徵召，備戰於6月在澳門舉行的2008東亞足球錦標賽。在2010年11月17日，張春暉於主場友賽巴拉圭國家隊時代表香港正選上陣，並多次嚴重犯錯導致失球，結果香港以0－7慘敗，平歷來最大比分失利記錄。

## 球場以外
2007年12月19日凌晨，張春暉與隊友鄧景煌在灣仔登龍街一間酒吧消遣時，因為鄧景煌與人爭執，期間張春暉起腳猛踢一名倒地青年，結果被警員拘捕，涉嫌襲擊致造成實際身體傷害罪。
2008年7月8日，張春暉在東區法院被判處監禁8個月，主任裁判官鄧立泰於判處刑罰時指出，本案的襲擊是殘酷及令人毛骨悚然的，當日警務人員到場後，被告仍然繼續踩受害人的頭部多次，令到受害人傷勢嚴重，事後更意圖逃走，行為不負責任。鄧官說，本案的量刑起點為1年監禁，考慮到被告認罪才作出適量扣減，而且被告品格良好，熱衷足球事業，受到酒精影響下才犯案及願意賠償事主5,000港元，最後獲得減少刑期至8個月。
南華足球部主委羅傑承表示尊重張春暉於刑滿後的意願，如果他仍然希望為南華效力，會考慮他當時的態度及身體狀態，盡量給予他機會及幫助。
2008年12月，鄧景煌在出版的《飛馬的快樂足球──一人一故事》一書中透露，「我和張春暉都喝醉了，迷糊中我聽見有爭吵聲，自己也不知道說了什麼，或做了什麼，跟著有人動手，隊友張春暉就擋在我前面，跟人打架……令我最感動和難過的，是由始至終，對球會，對傳媒，對球迷，對任何人，張春暉從來沒有說過半句埋怨我的說話。」。

## 榮譽
南華
- 香港甲組足球聯賽冠軍（2006–07、2007–08、2008–09、2009–10季度）
- 香港聯賽盃冠軍（2007–08、2010–11季度）
- 香港高級組銀牌冠軍（2006–07、2009–10、2013–14季度）
- 香港足總盃冠軍（2006–07、2010–11季度）
- 香港預備組聯賽冠軍（2007–08季度）

個人
- 香港足球明星選舉 最佳十一人（2006–07季度）

## 職業生涯數據
| 球會表現         | 球會表現         | 球會表現         | 聯賽   | 聯賽 | 足協杯   | 足協杯   |        |        |        |        |        |        | 總計    | 總計 |
| 球季             | 球會             | 聯賽             | 上陣   | 失球 | 上陣     | 失球     | 上陣   | 失球   |        |        |        |        |         |      |
| ---------------- | ---------------- | ---------------- | ------ | ---- | -------- | -------- | ------ | ------ | ------ | ------ | ------ | ------ | ------- | ---- |
| 2000             | 廣州太陽神       | 甲B              | ?      | ?    | ?        | ?        |        |        |        |        |        |        | ?       | ?    |
| 2001             | 廣州吉利         | 甲B              | ?      | ?    | ?        | ?        |        |        |        |        |        |        | ?       | ?    |
| 總計（廣州）     | 總計（廣州）     | 總計（廣州）     | ?      | ?    | ?        | ?        |        |        |        |        |        |        | ?       | ?    |
| 總計（職業生涯） | 總計（職業生涯） | 總計（職業生涯） |        |      | ?        | ?        |        |        |        |        |        |        |         |      |
|                  |                  |                  |        |      | 高級銀牌 | 高級銀牌 | 聯賽盃 | 聯賽盃 | 足總盃 | 足總盃 | 亞協盃 | 亞協盃 | 總計    | 總計 |
| 上陣             | 失球             | 上陣             | 失球   | 上陣 | 失球     | 上陣     | 失球   | 上陣   | 失球   |        |        |        |         |      |
| 2001–02          | 香雪製藥         | 港甲             | ?      | ?    | ?        | ?        | ?      | ?      | ?      | ?      | -      | -      | ?       | ?    |
| 2002–03          | 香雪製藥         | 港甲             | ?      | ?    | ?        | ?        | ?      | ?      | ?      | ?      | -      | -      | ?       | ?    |
| 2003–04          | 香雪製藥         | 港甲             | 15     | ?    | ?        | ?        | ?      | ?      | ?      | ?      | -      | -      | ?       | ?    |
| 總計（香雪製藥） | 總計（香雪製藥） | 總計（香雪製藥） | ?      | ?    | ?        | ?        | ?      | ?      | ?      | ?      | -      | -      | ?       | ?    |
| 2004–05          | 福建             | 港甲             | 22     | ?    | ?        | ?        | ?      | ?      | ?      | ?      | -      | -      | ?       | ?    |
| 總計（福建）     | 總計（福建）     | 總計（福建）     | 22     | ?    | ?        | ?        | ?      | ?      | ?      | ?      | -      | -      | ?       | ?    |
| 2005–06          | 澎馬流浪         | 港甲             | 3      | 2    | 1        | 2        | 0      | 0      | 0      | 0      | -      | -      | 4       | 4    |
| 總計（流浪）     | 總計（流浪）     | 總計（流浪）     | 3      | 2    | 1        | 2        | 0      | 0      | 0      | 0      | -      | -      | 4       | 4    |
| 2006–07          | 南華             | 港甲             | 14(1)  | 11   | 4        | 4        | 5      | 2      | 4      | 4      | -      | -      | 27(1)   | 21   |
| 2007–08          | 南華             | 港甲             | 16     | 16   | 2        | 2        | 4      | 4      | 2      | 2      | 5      | 9      | 29      | 33   |
| 2008–09          | 南華             | 港甲             | 11     | 5    | 0        | 0        | 1      | 2      | 3      | 4      | 7      | 5      | 22      | 16   |
| 2009–10          | 南華             | 港甲             | 12     | 14   | 2        | 2        | -      | -      | 1      | 0      | 8(1)   | 8      | 23(1)   | 24   |
| 2010–11          | 南華             | 港甲             | 8      | ?    | ?        | ?        | -      | -      | ?      | ?      | ?      | ?      | ?       | ?    |
| 2011–12          | 南華             | 港甲             | 1      | ?    | ?        | ?        | -      | -      | ?      | ?      | ?      | ?      | ?       | ?    |
| 總計（南華）     | 總計（南華）     | 總計（南華）     | 62(1)  | ≧46  | ≧8       | ≧8       | ≧10    | ≧8     | ≧10    | ≧10    | ≧20(1) | ≧22    | ≧101(2) | ≧94  |
| 2012–13          | 日之泉JC晨曦     | 港甲             | ?      | ?    | ?        | ?        | ?      | ?      | ?      | ?      | -      | -      | ?       | ?    |
| 總計（晨曦）     | 總計（晨曦）     | 總計（晨曦）     | ?      | ?    | ?        | ?        | ?      | ?      | ?      | ?      | -      | -      | ?       | ?    |
| 總計（職業生涯） | 總計（職業生涯） | 總計（職業生涯） | ≧92(1) | ≧48  | ≧9       | ≧10      | ≧10    | ≧8     | ≧10    | ≧10    | 20(1)  | 22     | ≧105(2) | ≧98  |

- 更新至2012年12月31日